# Velko Iotov
Velko Nikolàiev Iotov (en búlgar Велко Йотов) (nascut el 26 d'agost de 1970 a Sofia) és un futbolista búlgar, ja retirat.
Es va formar a les files del Levski Sofia, on va guanyar la Copa de 1991 i 1992 i la Lliga de 1993. Eixe any és traspassat al RCD Espanyol, al qual ajuda, amb 13 gols, a retornar a la primera divisió espanyola.
La següent campanya no té tanta participació en l'equip barceloní i deixa el club per militar al Newell's Old Boys argentí. En aquest equip passa quatre anys abans de tornar al seu país, a les files del PFC Beroe Stara Zagora.
Posa el punt final a la seua carrera en actiu a la lliga estat-unidenca, en la qual va jugar amb el Charleston Battery (2000-2002) i l'Atlanta Silverbacks (2002-2005).

## Selecció
Iotov va disputar set partits amb la selecció de futbol de Bulgària entre 1991 i 1995. Va formar part del combinat búlgar que va assolir la quarta plaça del Mundial dels Estats Units 1994.